# Festival du film francophone de Vienne
 (juin 2022).
Pour les articles homonymes, voir FFF.
Le Festival du film francophone (FFF) de Vienne est un festival annuel de cinéma créé en 1999 et organisé par l'Institut français d'Autriche, et projetant des films tournés en français, issus de divers pays francophones (Belgique, France, Canada, Luxembourg, Suisse,...). Le festival est soutenu par Unifrance pour la première fois en 2002.